# Razdolny (kraj Kamtsjatka)
Razdolny (Russisch: Раздольный) is een plaats (posjolok) in het gemeentelijke district Jelizovski van de Russische kraj Kamtsjatka. De plaats ligt aan een zijweg van de weg R-474 van Jelizovo naar de hoofdweg van Kamtsjatka, op 13 kilometer ten noordwesten van Jelizovo, aan de rivier de Avatsja. In de plaats wonen 2.754 mensen (2007). De plaats werd gesticht in 1969.
Door de ligging aan de rivier heeft de plaats regelmatig te kampen met overstromingsgevaar. In 2005 werd hiervoor een nooddam gebouwd in een van de rivieren en werd een plan opgesteld voor de aanleg van een stuwdam voor de toekomstige bescherming van de plaats. In hetzelfde jaar ontplofte een munitiedepot van het leger in de buurt van de plaats, waarop 7.500 mensen uit 9 dorpen tijdelijk moesten worden geëvacueerd.
Ten oosten van de plaats ligt het dorpje Ketkino.
Bestuurlijk centrum: Jelizovo

Bereznjaki · Dalni · Dvoeretsje · Ganaly · Joezjnye Korjaki · Ketkino · Korjaki · Krasny · Kroetoberegovy · Lesnoj · Malka · Nagorny · Natsjiki · Nikolajevka · Novy · Paratoenka · Pinatsjevo · Pionerski · Razdolny · Severnye Korjaki · Sokotsj · Sosnovka · Svetly · Termalny · Voelkanny · Zeleny